# Ernest Chiriaka
Pour les articles homonymes, voir Darcy.
Ernest Chiriaka, surnommé Darcy, né Anastassios Kyriakakos le 11 mai 1913, à New York et décédé le 27 avril 2010, est un peintre et illustrateur américain,,,.

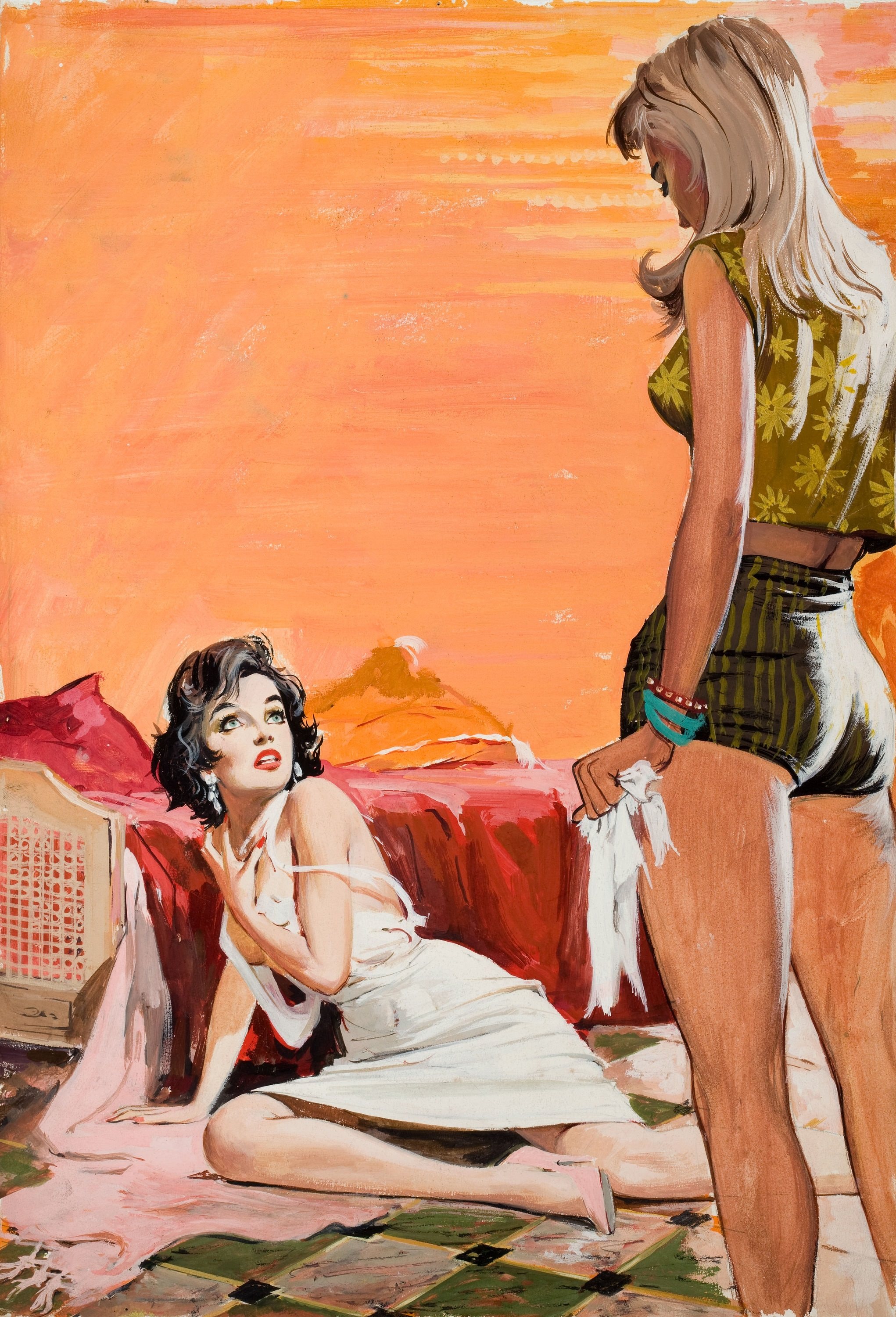
By Love Depraved (Darcy, 1961)

## Biographie
Sa famille est originaire de Grèce. Son nom est parfois orthographié Chiriacka.